# Tour de Catalogne 2012
La 92e édition du Tour de Catalogne a eu lieu du 19 au 25 mars 2012. Il s'agit de la 5e épreuve de l'UCI World Tour 2012.
L'épreuve a été remportée par le Suisse Michael Albasini (GreenEDGE), devant l'Espagnol Samuel Sánchez (Euskaltel-Euskadi), vainqueur de la 5e étape, et le Belge Jurgen Van den Broeck (Lotto-Belisol). Lauréat des 1re et 2e étapes, Albasini a été en tête du classement général tout au long de la course.
Le Polonais Tomasz Marczyński (Vacansoleil-DCM) remporte le classement par points et le Danois Chris Anker Sørensen (Saxo Bank) termine meilleur grimpeur de l'épreuve, tandis qu'Alberto Losada (Katusha) remporte le maillot du meilleur catalan. Le classement par équipes a été remporté par la formation américaine Garmin-Barracuda.

## Présentation

### Équipes
L'organisateur a communiqué la liste des équipes invitées le 7 mars 2012. 23 équipes participent à ce Tour de Catalogne - 18 ProTeams et 5 équipes continentales professionnelles :
| Nom de l'équipe         | Pays        | Code |
| ----------------------- | ----------- | ---- |
| AG2R La Mondiale        | France      | ALM  |
| Astana                  | Kazakhstan  | AST  |
| BMC Racing              | États-Unis  | BMC  |
| Euskaltel-Euskadi       | Espagne     | EUS  |
| FDJ-BigMat              | France      | FDJ  |
| Garmin-Barracuda        | États-Unis  | GRM  |
| GreenEDGE               | Australie   | GEC  |
| Katusha                 | Russie      | KAT  |
| Lampre-ISD              | Italie      | LAM  |
| Liquigas-Cannondale     | Italie      | LIQ  |
| Lotto-Belisol           | Belgique    | LTB  |
| Movistar                | Espagne     | MOV  |
| Omega Pharma-Quick Step | Belgique    | OPQ  |
| Rabobank                | Pays-Bas    | RAB  |
| RadioShack-Nissan       | Luxembourg  | RNT  |
| Saxo Bank               | Danemark    | SAX  |
| Sky                     | Royaume-Uni | SKY  |
| Vacansoleil-DCM         | Pays-Bas    | VCD  |

| Nom de l'équipe | Pays     | Code |
| --------------- | -------- | ---- |
| Andalucía       | Espagne  | ACG  |
| Caja Rural      | Espagne  | CJR  |
| Cofidis         | France   | COF  |
| Project 1t4i    | Pays-Bas | PRO  |
| Saur-Sojasun    | France   | SAU  |

### Favoris
Pour cette édition du Tour de Catalogne, les principaux candidats à la succession de l'Italien Michele Scarponi (Lampre-ISD) seront son coéquipier et compatriote Damiano Cunego, un autre italien Ivan Basso (Liquigas-Cannondale), les Espagnols Samuel Sánchez (Euskaltel-Euskadi), Alejandro Valverde (Movistar) et Luis León Sánchez (Rabobank), le coéquipier de ce dernier le Néerlandais Robert Gesink, le vainqueur de Paris-Nice, le Britannique Bradley Wiggins (Sky), les Américains Tejay van Garderen (BMC Racing), Thomas Danielson (Garmin-Barracuda), Levi Leipheimer (Omega Pharma-Quick Step) et Christopher Horner (RadioShack-Nissan), très en vue sur Tirreno-Adriatico ainsi que son coéquipier le Luxembourgeois Andy Schleck ou encore le Slovène Janez Brajkovič (Astana), le Français Arnold Jeannesson (FDJ-BigMat), le Russe Denis Menchov (Katusha) et le Belge Jurgen Van den Broeck (Lotto-Belisol).
En ce qui concerne les quelques étapes destinées aux sprinteurs, les principaux candidats aux victoires dans un sprint massif devraient être le Français Anthony Ravard (AG2R La Mondiale), le Biélorusse Yauheni Hutarovich (FDJ-BigMat), l'Australien Allan Davis (GreenEDGE), l'Allemand Marcel Kittel (Project 1t4i) ou encore l'Argentin Juan José Haedo (Saxo Bank).

## Étapes
| Étape     | Date    | Villes étapes                               |  | Distance (km) | Vainqueur d’étape | Leader du classement général |
| --------- | ------- | ------------------------------------------- |  | ------------- | ----------------- | ---------------------------- |
| 1re étape | 19 mars | Calella - Calella                           |  | 138,9         | Michael Albasini  | Michael Albasini             |
| 2e étape  | 20 mars | Gérone - Gérone                             |  | 161           | Michael Albasini  | Michael Albasini             |
| 3e étape  | 21 mars | La Vall d'en Bas - Port Ainé Port del Cantó |  | 210,9 155     | Janez Brajkovič   | Michael Albasini             |
| 4e étape  | 22 mars | Tremp - Ascó                                |  | 199           | Rigoberto Urán    | Michael Albasini             |
| 5e étape  | 23 mars | Ascó - Manresa                              |  | 207,1         | Julien Simon      | Michael Albasini             |
| 6e étape  | 24 mars | Sant Fruitós de Bages - Badalone            |  | 169,4         | Samuel Sánchez    | Michael Albasini             |
| 7e étape  | 25 mars | Badalone - Barcelone                        |  | 119,8         | Julien Simon      | Michael Albasini             |

## Déroulement de la course

### 1reétape
|    | Coureur                 | Équipe              |    | Temps           |
| -- | ----------------------- | ------------------- | -- | --------------- |
| 1  | Michael Albasini (SUI)  | GreenEDGE           | en | 3 h 20 min 04 s |
| 2  | Anthony Delaplace (FRA) | Saur-Sojasun        | +  | 42 s            |
| 3  | Nicolas Edet (FRA)      | Cofidis             |    | 1 min 14 s      |
| 4  | Kenny van Hummel (NED)  | Vacansoleil-DCM     |    | 1 min 32 s      |
| 5  | Ben Gastauer (LUX)      | AG2R La Mondiale    |    | 1 min 32 s      |
| 6  | Roger Kluge (GER)       | Project 1t4i        |    | 1 min 32 s      |
| 7  | Allan Davis (AUS)       | GreenEDGE           |    | 1 min 32 s      |
| 8  | Fabio Sabatini (ITA)    | Liquigas-Cannondale |    | 1 min 32 s      |
| 9  | Davide Appollonio (ITA) | Sky                 |    | 1 min 32 s      |
| 10 | Francesco Gavazzi (ITA) | Astana              |    | 1 min 32 s      |

|    | Coureur                 | Équipe              |    | Temps           |
| -- | ----------------------- | ------------------- | -- | --------------- |
| 1  | Michael Albasini (SUI)  | GreenEDGE           | en | 3 h 20 min 04 s |
| 2  | Anthony Delaplace (FRA) | Saur-Sojasun        | +  | 42 s            |
| 3  | Nicolas Edet (FRA)      | Cofidis             |    | 1 min 14 s      |
| 4  | Kenny van Hummel (NED)  | Vacansoleil-DCM     |    | 1 min 32 s      |
| 5  | Ben Gastauer (LUX)      | AG2R La Mondiale    |    | 1 min 32 s      |
| 6  | Roger Kluge (GER)       | Project 1t4i        |    | 1 min 32 s      |
| 7  | Allan Davis (AUS)       | GreenEDGE           |    | 1 min 32 s      |
| 8  | Fabio Sabatini (ITA)    | Liquigas-Cannondale |    | 1 min 32 s      |
| 9  | Davide Appollonio (ITA) | Sky                 |    | 1 min 32 s      |
| 10 | Francesco Gavazzi (ITA) | Astana              |    | 1 min 32 s      |

### 2eétape
|    | Coureur                  | Équipe                  |    | Temps           |
| -- | ------------------------ | ----------------------- | -- | --------------- |
| 1  | Michael Albasini (SUI)   | GreenEDGE               | en | 3 h 52 min 07 s |
| 2  | Dario Cataldo (ITA)      | Omega Pharma-Quick Step | +  | m.t             |
| 3  | Rigoberto Urán (COL)     | Sky                     |    | m.t             |
| 4  | Damiano Cunego (ITA)     | Lampre-ISD              |    | m.t             |
| 5  | Ryder Hesjedal (CAN)     | Garmin-Barracuda        |    | m.t             |
| 6  | Sergio Pardilla (ESP)    | Movistar                |    | m.t             |
| 7  | Arnold Jeannesson (FRA)  | FDJ-BigMat              |    | m.t             |
| 8  | Alberto Losada (ESP)     | Katusha                 |    | m.t             |
| 9  | Richie Porte (AUS)       | Sky                     |    | m.t             |
| 10 | Robert Kišerlovski (CRO) | Astana                  |    | m.t             |

|    | Coureur                     | Équipe            |    | Temps           |
| -- | --------------------------- | ----------------- | -- | --------------- |
| 1  | Michael Albasini (SUI)      | GreenEDGE         | en | 7 h 12 min 11 s |
| 2  | Ryder Hesjedal (CAN)        | Garmin-Barracuda  | +  | 1 min 32 s      |
| 3  | Mikaël Cherel (FRA)         | AG2R La Mondiale  |    | 1 min 32 s      |
| 4  | Steve Morabito (SUI)        | BMC Racing        |    | 1 min 32 s      |
| 5  | Arnold Jeannesson (FRA)     | FDJ-BigMat        |    | 1 min 32 s      |
| 6  | Daniel Martin (IRL)         | Garmin-Barracuda  |    | 1 min 32 s      |
| 7  | Richie Porte (AUS)          | Sky               |    | 1 min 32 s      |
| 8  | Jurgen Van den Broeck (BEL) | Lotto-Belisol     |    | 1 min 32 s      |
| 9  | Jakob Fuglsang (DEN)        | RadioShack-Nissan |    | 1 min 32 s      |
| 10 | Damiano Cunego (ITA)        | Lampre-ISD        |    | 1 min 32 s      |

### 3eétape
|    | Coureur                     | Équipe                  |    | Temps |
| -- | --------------------------- | ----------------------- | -- | ----- |
| 1  | Janez Brajkovič (SLO)       | Astana                  | en | 1 s,  |
| 2  | Michał Gołaś (POL)          | Omega Pharma-Quick Step | +  | m.t   |
| 3  | Mikaël Cherel (FRA)         | AG2R La Mondiale        |    | m.t   |
| 4  | Matteo Carrara (ITA)        | Vacansoleil-DCM         |    | m.t   |
| 5  | Thomas Rohregger (AUT)      | RadioShack-Nissan       |    | m.t   |
| 6  | Chris Anker Sørensen (DEN)  | Saxo Bank               |    | m.t   |
| 7  | Christian Vande Velde (USA) | Garmin-Barracuda        |    | m.t   |
| 8  | Johann Tschopp (SUI)        | BMC Racing              |    | m.t   |
| 9  | Steven Kruijswijk (NED)     | Rabobank                |    | m.t   |
| 10 | Romain Bardet (FRA)         | AG2R La Mondiale        |    | m.t   |

|    | Coureur                     | Équipe            |    | Temps           |
| -- | --------------------------- | ----------------- | -- | --------------- |
| 1  | Michael Albasini (SUI)      | GreenEDGE         | en | 7 h 12 min 12 s |
| 2  | Ryder Hesjedal (CAN)        | Garmin-Barracuda  | +  | 1 min 32 s      |
| 3  | Mikaël Cherel (FRA)         | AG2R La Mondiale  |    | 1 min 32 s      |
| 4  | Steve Morabito (SUI)        | BMC Racing        |    | 1 min 32 s      |
| 5  | Arnold Jeannesson (FRA)     | FDJ-BigMat        |    | 1 min 32 s      |
| 6  | Daniel Martin (IRL)         | Garmin-Barracuda  |    | 1 min 32 s      |
| 7  | Jurgen Van den Broeck (BEL) | Lotto-Belisol     |    | 1 min 32 s      |
| 8  | Jakob Fuglsang (DEN)        | RadioShack-Nissan |    | 1 min 32 s      |
| 9  | Damiano Cunego (ITA)        | Lampre-ISD        |    | 1 min 32 s      |
| 10 | Thomas Danielson (USA)      | Garmin-Barracuda  |    | 1 min 32 s      |

### 4eétape
|    | Coureur                     | Équipe                  |    | Temps           |
| -- | --------------------------- | ----------------------- | -- | --------------- |
| 1  | Rigoberto Urán (COL)        | Sky                     | en | 5 h 13 min 12 s |
| 2  | Denis Menchov (RUS)         | Katusha                 | +  | m.t             |
| 3  | Sylwester Szmyd (POL)       | Liquigas-Cannondale     |    | m.t             |
| 4  | David Moncoutié (FRA)       | Cofidis                 |    | m.t             |
| 5  | Samuel Sánchez (ESP)        | Euskaltel-Euskadi       |    | m.t             |
| 6  | Jurgen Van den Broeck (BEL) | Lotto-Belisol           |    | m.t             |
| 7  | Matteo Carrara (ITA)        | Vacansoleil-DCM         |    | m.t             |
| 8  | Dario Cataldo (ITA)         | Omega Pharma-Quick Step |    | m.t             |
| 9  | Julien Simon (FRA)          | Saur-Sojasun            |    | m.t             |
| 10 | Robert Kišerlovski (CRO)    | Astana                  |    | m.t             |

|    | Coureur                     | Équipe            |    | Temps            |
| -- | --------------------------- | ----------------- | -- | ---------------- |
| 1  | Michael Albasini (SUI)      | GreenEDGE         | en | 12 h 25 min 24 s |
| 2  | Steve Morabito (SUI)        | BMC Racing        | +  | 1 min 32 s       |
| 3  | Jurgen Van den Broeck (BEL) | Lotto-Belisol     |    | 1 min 32 s       |
| 4  | Daniel Martin (IRL)         | Garmin-Barracuda  |    | 1 min 32 s       |
| 5  | Samuel Sánchez (ESP)        | Euskaltel-Euskadi |    | 1 min 32 s       |
| 6  | Rigoberto Urán (COL)        | Sky               |    | 1 min 32 s       |
| 7  | Sergio Pardilla (ESP)       | Movistar          |    | 1 min 32 s       |
| 8  | Damiano Cunego (ITA)        | Lampre-ISD        |    | 1 min 32 s       |
| 9  | Thomas Danielson (USA)      | Garmin-Barracuda  |    | 1 min 32 s       |
| 10 | Robert Kišerlovski (CRO)    | Astana            |    | 1 min 32 s       |

### 5eétape
|    | Coureur                     | Équipe                  |    | Temps           |
| -- | --------------------------- | ----------------------- | -- | --------------- |
| 1  | Julien Simon (FRA)          | Saur-Sojasun            | en | 4 h 58 min 27 s |
| 2  | Rigoberto Urán (COL)        | Sky                     | +  | m.t             |
| 3  | Sylwester Szmyd (POL)       | Liquigas-Cannondale     |    | m.t             |
| 4  | Samuel Sánchez (ESP)        | Euskaltel-Euskadi       |    | m.t             |
| 5  | Dario Cataldo (ITA)         | Omega Pharma-Quick Step |    | m.t             |
| 6  | Jurgen Van den Broeck (BEL) | Lotto-Belisol           |    | m.t             |
| 7  | Michael Albasini (SUI)      | GreenEDGE               |    | m.t             |
| 8  | Denis Menchov (RUS)         | Katusha                 |    | m.t             |
| 9  | Daniel Martin (IRL)         | Garmin-Barracuda        |    | m.t             |
| 10 | Robert Kišerlovski (CRO)    | Astana                  |    | m.t             |

|    | Coureur                     | Équipe                  |    | Temps            |
| -- | --------------------------- | ----------------------- | -- | ---------------- |
| 1  | Michael Albasini (SUI)      | GreenEDGE               | en | 17 h 23 min 51 s |
| 2  | Jurgen Van den Broeck (BEL) | Lotto-Belisol           | +  | 1 min 32 s       |
| 3  | Daniel Martin (IRL)         | Garmin-Barracuda        |    | 1 min 32 s       |
| 4  | Samuel Sánchez (ESP)        | Euskaltel-Euskadi       |    | 1 min 32 s       |
| 5  | Rigoberto Urán (COL)        | Sky                     |    | 1 min 32 s       |
| 6  | Damiano Cunego (ITA)        | Lampre-ISD              |    | 1 min 32 s       |
| 7  | Thomas Danielson (USA)      | Garmin-Barracuda        |    | 1 min 32 s       |
| 8  | Sergio Pardilla (ESP)       | Movistar                |    | 1 min 32 s       |
| 9  | Robert Kišerlovski (CRO)    | Astana                  |    | 1 min 32 s       |
| 10 | Dario Cataldo (ITA)         | Omega Pharma-Quick Step |    | 1 min 32 s       |

### 6eétape
|    | Coureur                     | Équipe              |    | Temps           |
| -- | --------------------------- | ------------------- | -- | --------------- |
| 1  | Samuel Sánchez (ESP)        | Euskaltel-Euskadi   | en | 4 h 04 min 50 s |
| 2  | Allan Davis (AUS)           | GreenEDGE           | +  | 2 s             |
| 3  | Julien Simon (FRA)          | Saur-Sojasun        |    | 2 s             |
| 4  | Juan José Haedo (ARG)       | Saxo Bank           |    | 2 s             |
| 5  | Damiano Cunego (ITA)        | Lampre-ISD          |    | 2 s             |
| 6  | Francesco Gavazzi (ITA)     | Astana              |    | 2 s             |
| 7  | Fabio Sabatini (ITA)        | Liquigas-Cannondale |    | 2 s             |
| 8  | Daniel Martin (IRL)         | Garmin-Barracuda    |    | 2 s             |
| 9  | Davide Appollonio (ITA)     | Sky                 |    | 2 s             |
| 10 | Jurgen Van den Broeck (BEL) | Lotto-Belisol       |    | 2 s             |

|    | Coureur                     | Équipe                  |    | Temps            |
| -- | --------------------------- | ----------------------- | -- | ---------------- |
| 1  | Michael Albasini (SUI)      | GreenEDGE               | en | 21 h 28 min 43 s |
| 2  | Samuel Sánchez (ESP)        | Euskaltel-Euskadi       | +  | 1 min 30 s       |
| 3  | Jurgen Van den Broeck (BEL) | Lotto-Belisol           |    | 1 min 32 s       |
| 4  | Daniel Martin (IRL)         | Garmin-Barracuda        |    | 1 min 32 s       |
| 5  | Rigoberto Urán (COL)        | Sky                     |    | 1 min 32 s       |
| 6  | Damiano Cunego (ITA)        | Lampre-ISD              |    | 1 min 32 s       |
| 7  | Sergio Pardilla (ESP)       | Movistar                |    | 1 min 32 s       |
| 8  | Robert Kišerlovski (CRO)    | Astana                  |    | 1 min 32 s       |
| 9  | Dario Cataldo (ITA)         | Omega Pharma-Quick Step |    | 1 min 32 s       |
| 10 | Matteo Carrara (ITA)        | Vacansoleil-DCM         |    | 1 min 32 s       |

### 7eétape
|    | Coureur                     | Équipe              |    | Temps           |
| -- | --------------------------- | ------------------- | -- | --------------- |
| 1  | Julien Simon (FRA)          | Saur-Sojasun        | en | 2 h 47 min 02 s |
| 2  | Francesco Gavazzi (ITA)     | Astana              | +  | m.t             |
| 3  | Damiano Cunego (ITA)        | Lampre-ISD          |    | m.t             |
| 4  | Rigoberto Urán (COL)        | Sky                 |    | m.t             |
| 5  | Robert Kišerlovski (CRO)    | Astana              |    | m.t             |
| 6  | Jurgen Van den Broeck (BEL) | Lotto-Belisol       |    | m.t             |
| 7  | Steven Kruijswijk (NED)     | Rabobank            |    | m.t             |
| 8  | Romain Bardet (FRA)         | AG2R La Mondiale    |    | m.t             |
| 9  | Maciej Paterski (POL)       | Liquigas-Cannondale |    | m.t             |
| 10 | Denis Menchov (RUS)         | Katusha             |    | m.t             |

|    | Coureur                     | Équipe                  |    | Temps            |
| -- | --------------------------- | ----------------------- | -- | ---------------- |
| 1  | Michael Albasini (SUI)      | GreenEDGE               | en | 24 h 15 min 45 s |
| 2  | Samuel Sánchez (ESP)        | Euskaltel-Euskadi       | +  | 1 min 30 s       |
| 3  | Jurgen Van den Broeck (BEL) | Lotto-Belisol           |    | 1 min 32 s       |
| 4  | Daniel Martin (IRL)         | Garmin-Barracuda        |    | 1 min 32 s       |
| 5  | Rigoberto Urán (COL)        | Sky                     |    | 1 min 32 s       |
| 6  | Damiano Cunego (ITA)        | Lampre-ISD              |    | 1 min 32 s       |
| 7  | Robert Kišerlovski (CRO)    | Astana                  |    | 1 min 32 s       |
| 8  | Matteo Carrara (ITA)        | Vacansoleil-DCM         |    | 1 min 32 s       |
| 9  | Dario Cataldo (ITA)         | Omega Pharma-Quick Step |    | 1 min 32 s       |
| 10 | Sergio Pardilla (ESP)       | Movistar                |    | 1 min 32 s       |

## Classements finals

### Classement général
|    | Cycliste              | Pays     | Équipe                  |    | Temps            |
| -- | --------------------- | -------- | ----------------------- | -- | ---------------- |
| 1  | Michael Albasini      | Suisse   | GreenEDGE               | en | 24 h 15 min 45 s |
| 2  | Samuel Sánchez        | Espagne  | Euskaltel-Euskadi       | +  | 1 min 30 s       |
| 3  | Jurgen Van den Broeck | Belgique | Lotto-Belisol           |    | 1 min 32 s       |
| 4  | Daniel Martin         | Irlande  | Garmin-Barracuda        |    | 1 min 32 s       |
| 5  | Rigoberto Urán        | Colombie | Sky                     |    | 1 min 32 s       |
| 6  | Damiano Cunego        | Italie   | Lampre-ISD              |    | 1 min 32 s       |
| 7  | Robert Kišerlovski    | Croatie  | Astana                  |    | 1 min 32 s       |
| 8  | Matteo Carrara        | Italie   | Vacansoleil-DCM         |    | 1 min 32 s       |
| 9  | Dario Cataldo         | Italie   | Omega Pharma-Quick Step |    | 1 min 32 s       |
| 10 | Sergio Pardilla       | Espagne  | Movistar                |    | 1 min 32 s       |

### Classements annexes
|   | Cycliste                | Pays     | Équipe          | Points |
| - | ----------------------- | -------- | --------------- | ------ |
| 1 | Tomasz Marczyński       | Pologne  | Vacansoleil-DCM | 10     |
| 2 | Julián Sánchez Pimienta | Espagne  | Caja Rural      | 6      |
| 3 | Romain Zingle           | Belgique | Cofidis         | 4      |

|   | Cycliste             | Pays       | Équipe           | Points |
| - | -------------------- | ---------- | ---------------- | ------ |
| 1 | Chris Anker Sørensen | Danemark   | Saxo Bank        | 67     |
| 2 | Thomas Danielson     | États-Unis | Garmin-Barracuda | 28     |
| 3 | Michael Albasini     | Suisse     | GreenEDGE        | 25     |

|   | Cycliste         | Pays    | Équipe     |    | Temps            |
| - | ---------------- | ------- | ---------- | -- | ---------------- |
| 1 | Alberto Losada   | Espagne | Katusha    | en | 24 h 18 min 01 s |
| 2 | David de la Cruz | Espagne | Caja Rural | +  | 17 min 15 s      |
| 3 | Jordi Simón      | Espagne | Andalucía  |    | 31 min 24 s      |

|   | Équipe           | Pays       |    | Temps            |
| - | ---------------- | ---------- | -- | ---------------- |
| 1 | Garmin-Barracuda | États-Unis | en | 72 h 51 min 51 s |
| 2 | Katusha          | Russie     | +  | 2 min 19 s       |
| 3 | Saur-Sojasun     | France     |    | 3 min 55 s       |

### UCI World Tour
Ce Tour de Catalogne attribue des points pour l'UCI World Tour 2012, seulement aux coureurs des équipes ayant un label ProTeam.
| Position           | 1er | 2e | 3e | 4e | 5e | 6e | 7e | 8e | 9e | 10e |
| Classement général | 100 | 80 | 70 | 60 | 50 | 40 | 30 | 20 | 10 | 4   |
| Par étape          | 6   | 4  | 2  | 1  | 1  |    |    |    |    |     |

| #  | Coureur               | Équipe                  | Points |
| -- | --------------------- | ----------------------- | ------ |
| 1  | Michael Albasini      | GreenEDGE               | 112    |
| 2  | Samuel Sánchez        | Euskaltel-Euskadi       | 88     |
| 3  | Jurgen Van den Broeck | Lotto-Belisol           | 70     |
| 4  | Rigoberto Urán        | Sky                     | 63     |
| 5  | Daniel Martin         | Garmin-Barracuda        | 60     |
| 6  | Damiano Cunego        | Lampre-ISD              | 44     |
| 7  | Robert Kišerlovski    | Astana                  | 31     |
| 8  | Matteo Carrara        | Vacansoleil-DCM         | 21     |
| 9  | Dario Cataldo         | Omega Pharma-Quick Step | 15     |
| 10 | Janez Brajkovič       | Astana                  | 6      |

| Suite du classement (11-22) | Suite du classement (11-22) | Suite du classement (11-22) | Suite du classement (11-22) |
| --------------------------- | --------------------------- | --------------------------- | --------------------------- |
| 11                          | Allan Davis                 | GreenEDGE                   | 4                           |
| 11                          | Francesco Gavazzi           | Astana                      | 4                           |
| 11                          | Michał Gołaś                | Omega Pharma-Quick Step     | 4                           |
| 11                          | Denis Menchov               | Katusha                     | 4                           |
| 11                          | Sergio Pardilla             | Movistar                    | 4                           |
| 11                          | Sylwester Szmyd             | Liquigas-Cannondale         | 4                           |
| 17                          | Mikaël Cherel               | AG2R La Mondiale            | 1                           |
| 17                          | Ben Gastauer                | AG2R La Mondiale            | 1                           |
| 17                          | Juan José Haedo             | Saxo Bank                   | 1                           |
| 17                          | Ryder Hesjedal              | Garmin-Barracuda            | 1                           |
| 17                          | Thomas Rohregger            | RadioShack-Nissan           | 1                           |
| 17                          | Kenny van Hummel            | Vacansoleil-DCM             | 1                           |

## Évolution des classements
| Étape              | Vainqueur          | Classement général | Classement des sprints  | Classement de la montagne | Classement du meilleur catalan | Classement par équipes |
| ------------------ | ------------------ | ------------------ | ----------------------- | ------------------------- | ------------------------------ | ---------------------- |
| 1                  | Michael Albasini   | Michael Albasini   | Anthony Delaplace       | Michael Albasini          | Jordi Simón                    | GreenEDGE              |
| 2                  | Michael Albasini   | Michael Albasini   | Anthony Delaplace       | Michael Albasini          | Alberto Losada                 | Sky                    |
| 3                  | Janez Brajkovič    | Michael Albasini   | Michael Albasini        | Chris Anker Sørensen      | Alberto Losada                 | Sky                    |
| 4                  | Rigoberto Urán     | Michael Albasini   | Julián Sánchez Pimienta | Chris Anker Sørensen      | Alberto Losada                 | Garmin-Barracuda       |
| 5                  | Julien Simon       | Michael Albasini   | Tomasz Marczyński       | Chris Anker Sørensen      | Alberto Losada                 | Garmin-Barracuda       |
| 6                  | Samuel Sánchez     | Michael Albasini   | Tomasz Marczyński       | Chris Anker Sørensen      | Alberto Losada                 | Garmin-Barracuda       |
| 7                  | Julien Simon       | Michael Albasini   | Tomasz Marczyński       | Chris Anker Sørensen      | Alberto Losada                 | Garmin-Barracuda       |
| Classements finals | Classements finals | Michael Albasini   | Tomasz Marczyński       | Chris Anker Sørensen      | Alberto Losada                 | Garmin-Barracuda       |

## Liste des participants
- Liste de départ complète

| Légende | Légende                                                                                         | Légende | Légende                                                                                                  |
| ------- | ----------------------------------------------------------------------------------------------- | ------- | --- |
| Num     | Dossard de départ porté par le coureur sur ce Tour de Catalogne                                 | Pos     | Position finale au classement général                                                                    |
|         | Indique le vainqueur du classement général                                                      |         | Indique le vainqueur du classement de la montagne                                                        |
|         | Indique le vainqueur du classement des sprints                                                  |         | Indique le vainqueur du classement du meilleur catalan                                                   |
| #       | Indique la meilleure équipe                                                                     | NP      | Indique un coureur qui n'a pas pris le départ d'une étape, suivi du numéro de l'étape où il s'est retiré |
| AB      | Indique un coureur qui n'a pas terminé une étape, suivi du numéro de l'étape où il s'est retiré | HD      | Indique un coureur qui a terminé une étape hors des délais, suivi du numéro de l'étape                   |

| AG2R La Mondiale ALM | AG2R La Mondiale ALM      | AG2R La Mondiale ALM |
| -------------------- | ------------------------- | -------------------- |
| Num                  | Coureur                   | Pos                  |
| 1                    | Nicolas Roche (IRL)       | AB-5                 |
| 2                    | Guillaume Bonnafond (FRA) | NP-5                 |
| 3                    | Romain Bardet (FRA)       | 40e                  |
| 4                    | Ben Gastauer (LUX)        | 61e                  |
| 5                    | Mikaël Cherel (FRA)       | 54e                  |
| 6                    | Sébastien Minard (FRA)    | AB-3                 |
| 7                    | Anthony Ravard (FRA)      | AB-1                 |
| 8                    | Amir Zargari (IRI)        | AB-3                 |

| Astana AST | Astana AST                | Astana AST |
| ---------- | ------------------------- | ---------- |
| Num        | Coureur                   | Pos        |
| 11         | Janez Brajkovič (SLO)     | 44e        |
| 12         | Paolo Tiralongo (ITA)     | AB-3       |
| 13         | Andrey Kashechkin (KAZ)   | 120e       |
| 14         | Robert Kišerlovski (CRO)  | 7e         |
| 15         | Egor Silin (RUS)          | 57e        |
| 16         | Francesco Gavazzi (ITA)   | 76e        |
| 17         | Aleksandr Dyachenko (KAZ) | 43e        |
| 18         | Sergey Renev (KAZ)        | 114e       |

| BMC Racing BMC | BMC Racing BMC           | BMC Racing BMC |
| -------------- | ------------------------ | -------------- |
| Num            | Coureur                  | Pos            |
| 22             | Tejay van Garderen (USA) | AB-3           |
| 23             | Martin Kohler (SUI)      | 86e            |
| 24             | Steve Morabito (SUI)     | 27e            |
| 25             | Mathias Frank (SUI)      | 22e            |
| 26             | Mauro Santambrogio (ITA) | 55e            |
| 27             | Ivan Santaromita (ITA)   | 62e            |
| 28             | Johann Tschopp (SUI)     | 69e            |

| Euskaltel-Euskadi EUS | Euskaltel-Euskadi EUS | Euskaltel-Euskadi EUS |
| --------------------- | --------------------- | --------------------- |
| Num                   | Coureur               | Pos                   |
| 31                    | Samuel Sánchez (ESP)  | 2e                    |
| 32                    | Mikel Nieve (ESP)     | NP-5                  |
| 33                    | Miguel Mínguez (ESP)  | 28e                   |
| 34                    | Jorge Azanza (ESP)    | 87e                   |
| 35                    | Víctor Cabedo (ESP)   | 109e                  |
| 36                    | Pierre Cazaux (FRA)   | AB-3                  |
| 37                    | Iván Velasco (ESP)    | 45e                   |
| 38                    | Amets Txurruka (ESP)  | AB-3                  |

| FDJ-BigMat FDJ | FDJ-BigMat FDJ          | FDJ-BigMat FDJ |
| -------------- | ----------------------- | -------------- |
| Num            | Coureur                 | Pos            |
| 41             | Sandy Casar (FRA)       | 81e            |
| 42             | Kenny Elissonde (FRA)   | AB-5           |
| 43             | Francis Mourey (FRA)    | 93e            |
| 44             | Arnold Jeannesson (FRA) | NP-4           |
| 45             | Cédric Pineau (FRA)     | 60e            |
| 46             | Thibaut Pinot (FRA)     | AB-3           |
| 47             | Jérémy Roy (FRA)        | AB-3           |
| 48             | Jussi Veikkanen (FIN)   | 65e            |

| Garmin-Barracuda # GRM | Garmin-Barracuda # GRM      | Garmin-Barracuda # GRM |
| ---------------------- | --------------------------- | ---------------------- |
| Num                    | Coureur                     | Pos                    |
| 51                     | Daniel Martin (IRL)         | 4e                     |
| 52                     | Alex Howes (USA)            | 98e                    |
| 53                     | Christian Vande Velde (USA) | 70e                    |
| 54                     | Ryder Hesjedal (CAN)        | 75e                    |
| 55                     | Sébastien Rosseler (BEL)    | AB-3                   |
| 56                     | Thomas Danielson (USA)      | 12e                    |
| 57                     | Thomas Peterson (USA)       | AB-5                   |
| 58                     | Peter Stetina (USA)         | 15e                    |

| GreenEDGE GEC | GreenEDGE GEC                            | GreenEDGE GEC |
| ------------- | ---------------------------------------- | ------------- |
| Num           | Coureur                                  | Pos           |
| 61            | Allan Davis (AUS)                        | 103e          |
| 62            | Michael Albasini (SUI)                   | 1er           |
| 63            | Fumiyuki Beppu (JPN) → Champion du Japon | 106e          |
| 64            | Julian Dean (NZL)                        | AB-3          |
| 65            | Daryl Impey (RSA)                        | 33e           |
| 66            | Brett Lancaster (AUS)                    | 119e          |
| 67            | Christian Meier (AUS)                    | 39e           |
| 68            | Daniel Teklehaimanot (ERI)               | AB-3          |

| Katusha KAT | Katusha KAT            | Katusha KAT |
| ----------- | ---------------------- | ----------- |
| Num         | Coureur                | Pos         |
| 71          | Denis Menchov (RUS)    | 11e         |
| 72          | Joan Horrach (ESP)     | NP-3        |
| 73          | Gatis Smukulis (LAT)   | 73e         |
| 74          | Petr Ignatenko (RUS)   | 35e         |
| 75          | Timofey Kritskiy (RUS) | NP-4        |
| 76          | Alberto Losada (ESP)   | 16e         |
| 77          | Yury Trofimov (RUS)    | 20e         |
| 78          | Maxim Belkov (RUS)     | 90e         |

| Lampre-ISD LAM | Lampre-ISD LAM             | Lampre-ISD LAM |
| -------------- | -------------------------- | -------------- |
| Num            | Coureur                    | Pos            |
| 81             | Damiano Cunego (ITA)       | 6e             |
| 82             | Leonardo Bertagnolli (ITA) | 91e            |
| 83             | Matteo Bono (ITA)          | 96e            |
| 84             | Denys Kostyuk (UKR)        | 88e            |
| 85             | Manuele Mori (ITA)         | 79e            |
| 86             | Marco Marzano (ITA)        | 59e            |
| 88             | Morris Possoni (ITA)       | 110e           |

| Liquigas-Cannondale LIQ | Liquigas-Cannondale LIQ    | Liquigas-Cannondale LIQ |
| ----------------------- | -------------------------- | ----------------------- |
| Num                     | Coureur                    | Pos                     |
| 91                      | Ivan Basso (ITA)           | AB-3                    |
| 92                      | Paolo Longo Borghini (ITA) | 97e                     |
| 93                      | Fabio Sabatini (ITA)       | 82e                     |
| 94                      | Timothy Duggan (USA)       | AB-3                    |
| 95                      | Alessandro Vanotti (ITA)   | 111e                    |
| 96                      | Maciej Paterski (POL)      | 58e                     |
| 97                      | Cristiano Salerno (ITA)    | AB-3                    |
| 98                      | Sylwester Szmyd (POL)      | 13e                     |

| Lotto-Belisol LTB | Lotto-Belisol LTB           | Lotto-Belisol LTB |
| ----------------- | --------------------------- | ----------------- |
| Num               | Coureur                     | Pos               |
| 101               | Jurgen Van den Broeck (BEL) | 3e                |
| 102               | Francis De Greef (BEL)      | 48e               |
| 103               | Mahdi Sohrabi (IRI)         | AB-3              |
| 104               | Kenny Dehaes (BEL)          | AB-3              |
| 105               | Jurgen Van de Walle (BEL)   | AB-3              |
| 106               | Brian Bulgaç (NED)          | NP-1              |
| 107               | Dennis Vanendert (BEL)      | 104e              |
| 108               | Gaëtan Bille (BEL)          | AB-3              |

| Movistar MOV | Movistar MOV             | Movistar MOV |
| ------------ | ------------------------ | ------------ |
| Num          | Coureur                  | Pos          |
| 111          | Alejandro Valverde (ESP) | NP-3         |
| 112          | Javier Moreno (ESP)      | NP-3         |
| 113          | Vladimir Karpets (RUS)   | 64e          |
| 114          | David Arroyo (ESP)       | 31e          |
| 115          | Sergio Pardilla (ESP)    | 10e          |
| 116          | Nairo Quintana (COL)     | 26e          |
| 117          | Branislau Samoilau (BLR) | 72e          |
| 118          | Marzio Bruseghin (ITA)   | 89e          |

| Omega Pharma-Quick Step OPQ | Omega Pharma-Quick Step OPQ | Omega Pharma-Quick Step OPQ |
| --------------------------- | --------------------------- | --------------------------- |
| Num                         | Coureur                     | Pos                         |
| 121                         | Levi Leipheimer (USA)       | 23e                         |
| 122                         | Michał Gołaś (POL)          | 66e                         |
| 123                         | Kevin De Weert (BEL)        | 71e                         |
| 124                         | Dario Cataldo (ITA)         | 9e                          |
| 125                         | Serge Pauwels (BEL)         | 41e                         |
| 126                         | František Raboň (CZE)       | AB-3                        |
| 127                         | Kristof Vandewalle (BEL)    | 78e                         |
| 128                         | Marco Bandiera (ITA)        | 121e                        |

| Rabobank RAB | Rabobank RAB            | Rabobank RAB |
| ------------ | ----------------------- | ------------ |
| Num          | Coureur                 | Pos          |
| 131          | Robert Gesink (NED)     | 19e          |
| 132          | Luis León Sánchez (ESP) | 49e          |
| 133          | Steven Kruijswijk (NED) | 14e          |
| 134          | Wilco Kelderman (NED)   | AB-4         |
| 135          | Grischa Niermann (GER)  | NP-3         |
| 136          | Tom-Jelte Slagter (NED) | AB-3         |
| 137          | Laurens ten Dam (NED)   | 77e          |
| 138          | Stef Clement (NED)      | 95e          |

| RadioShack-Nissan RNT | RadioShack-Nissan RNT                          | RadioShack-Nissan RNT |
| --------------------- | ---------------------------------------------- | --------------------- |
| Num                   | Coureur                                        | Pos                   |
| 141                   | Andy Schleck (LUX)                             | AB-3                  |
| 142                   | Tiago Machado (POR)                            | AB-3                  |
| 143                   | Ben Hermans (BEL)                              | AB-3                  |
| 144                   | Thomas Rohregger (AUT)                         | 36e                   |
| 145                   | Laurent Didier (LUX)                           | 85e                   |
| 146                   | Matthew Busche (USA) → Champion des États-Unis | 50e                   |
| 147                   | Jakob Fuglsang (DEN)                           | NP-4                  |
| 148                   | Oliver Zaugg (SUI)                             | 34e                   |

| Sky SKY | Sky SKY                                             | Sky SKY |
| ------- | --------------------------------------------------- | ------- |
| Num     | Coureur                                             | Pos     |
| 151     | Bradley Wiggins (GBR) → Champion de Grande-Bretagne | AB-3    |
| 154     | Richie Porte (AUS)                                  | AB-3    |
| 155     | Davide Appollonio (ITA)                             | 84e     |
| 156     | Kanstantsin Siutsou (BLR)                           | AB-3    |
| 157     | Rigoberto Urán (COL)                                | 5e      |
| 158     | Xabier Zandio (ESP)                                 | 51e     |

| Saxo Bank SAX | Saxo Bank SAX                  | Saxo Bank SAX |
| ------------- | ------------------------------ | ------------- |
| Num           | Coureur                        | Pos           |
| 161           | Daniel Navarro (ESP)           | NP-3          |
| 162           | Benjamín Noval (ESP)           | 107e          |
| 163           | Juan José Haedo (ARG)          | 116e          |
| 164           | Chris Anker Sørensen (DEN)     | 21e           |
| 165           | Bruno Pires (POR)              | 32e           |
| 166           | Jesús Hernández Blázquez (ESP) | NP-2          |
| 167           | Luke Roberts (AUS)             | 105e          |
| 168           | Rafał Majka (POL)              | AB-3          |

| Vacansoleil-DCM VCD | Vacansoleil-DCM VCD                           | Vacansoleil-DCM VCD |
| ------------------- | --------------------------------------------- | ------------------- |
| Num                 | Coureur                                       | Pos                 |
| 171                 | Matteo Carrara (ITA)                          | 8e                  |
| 172                 | Kenny van Hummel (NED)                        | AB-7                |
| 173                 | Thomas De Gendt (BEL)                         | AB-3                |
| 174                 | Stefan Denifl (AUT)                           | 47e                 |
| 175                 | Tomasz Marczyński (POL) → Champion de Pologne | 68e                 |
| 176                 | Jacek Morajko (POL)                           | NP-4                |
| 177                 | Martijn Keizer (NED)                          | 102e                |
| 178                 | Rob Ruijgh (NED)                              | AB-5                |

| Andalucía ACG | Andalucía ACG              | Andalucía ACG |
| ------------- | -------------------------- | ------------- |
| Num           | Coureur                    | Pos           |
| 181           | Gustavo César Veloso (ESP) | 118e          |
| 182           | Jordi Simón (ESP)          | 83e           |
| 183           | José Luis Caño (ESP)       | 117e          |
| 184           | José Vicente Toribio (ESP) | 37e           |
| 185           | Sergio Carrasco (ESP)      | 112e          |
| 186           | Adrián Palomares (ESP)     | 17e           |
| 187           | Jesús Rosendo (ESP)        | 108e          |
| 188           | Javier Ramírez Abeja (ESP) | 113e          |

| Caja Rural CJR | Caja Rural CJR                | Caja Rural CJR |
| -------------- | ----------------------------- | -------------- |
| Num            | Coureur                       | Pos            |
| 191            | David de la Fuente (ESP)      | 94e            |
| 192            | David de la Cruz (ESP)        | 63e            |
| 193            | Julián Sánchez Pimienta (ESP) | 122e           |
| 194            | Antonio Piedra (ESP)          | 74e            |
| 195            | Javier Aramendia (ESP)        | AB-3           |
| 196            | Manuel António Cardoso (POR)  | 80e            |
| 197            | Aitor Galdós (ESP)            | 123e           |
| 198            | Marcos García (ESP)           | 24e            |

| Cofidis COF | Cofidis COF            | Cofidis COF |
| ----------- | ---------------------- | ----------- |
| Num         | Coureur                | Pos         |
| 201         | David Moncoutié (FRA)  | 67e         |
| 202         | Nicolas Edet (FRA)     | 46e         |
| 203         | Samuel Dumoulin (FRA)  | NP-3        |
| 204         | Rémy Di Grégorio (FRA) | 29e         |
| 205         | Luis Ángel Maté (ESP)  | 42e         |
| 206         | Yoann Bagot (FRA)      | 56e         |
| 207         | Romain Zingle (BEL)    | 115e        |

| Project 1t4i PRO | Project 1t4i PRO          | Project 1t4i PRO |
| ---------------- | ------------------------- | ---------------- |
| Num              | Coureur                   | Pos              |
| 211              | Yann Huguet (FRA)         | 101e             |
| 212              | Matthieu Sprick (FRA)     | 99e              |
| 213              | Johannes Fröhlinger (GER) | 52e              |
| 214              | Thomas Damuseau (FRA)     | AB-3             |
| 215              | Roger Kluge (GER)         | AB-3             |
| 216              | Thierry Hupond (FRA)      | 100e             |
| 217              | Yukihiro Doi (JPN)        | 38e              |

| Saur-Sojasun SAU | Saur-Sojasun SAU         | Saur-Sojasun SAU |
| ---------------- | ------------------------ | ---------------- |
| Num              | Coureur                  | Pos              |
| 221              | Cyril Bessy (FRA)        | AB-3             |
| 222              | Anthony Delaplace (FRA)  | AB-3             |
| 223              | Brice Feillu (FRA)       | 18e              |
| 224              | Fabrice Jeandesboz (FRA) | 25e              |
| 225              | Maxime Méderel (FRA)     | 53e              |
| 226              | Julien Simon (FRA)       | 30e              |
| 227              | Jean-Marc Marino (FRA)   | 92e              |
| 228              | Stéphane Poulhiès (FRA)  | AB-5             |